# Unione internazionale di cristallografia
L'Unione internazionale di cristallografia (o International Union of Crystallography o IUCr) fa parte dell'International Council for Science (ICSU) ed è stata creata nel 1948 grazie all'aiuto di Ralph Walter Graystone Wyckoff, allo scopo di assistere la comunità mondiale dei cristallografi.
Ralph Walter Graystone Wyckoff assolse le funzioni di vicepresidente e presidente all'interno dell'Unione Internazionale di Cristallografia nel periodo tra il 1951 e il 1957.